# Daniel Christoff
Daniel Christoff (* 31. Oktober 1926 in Bonn; † 24. Mai 1996 in Ingelheim am Rhein) war ein deutscher Schriftsteller, Dramatiker, Drehbuchautor und Filmregisseur.

## Leben
Daniel Christoff studierte von 1943 bis 1945 Grafik und Angewandte Psychologie in Berlin. Danach war er eine Zeitlang freiberuflicher Grafiker. 1970 gab er zugunsten der Schriftstellerei diese Tätigkeit auf.
Bei Heinz Hilpert, der in Göttingen Theaterintendant war, gab Christoff 1961 sein Theaterdebüt mit Noah ist tot. Gleich für sein erstes Stück erhielt er den S.-Fischer-Dramatikerpreis. Danach schrieb er die beiden Einakter Rückkehr von Elba und Exilregierung, die gleichzeitig in Nürnberg und Celle zur Uraufführung kamen. 1965 feierte sein nächstes Stück, das Drama Passagiere für Garganos, wiederum in Nürnberg Uraufführung. Für seinen Roman Schaukelstühle wurde er 1964 mit dem Deutschen Erzählerpreis (3. Preis) ausgezeichnet. Als gelernter Grafiker hatte er auch die Gestaltung des Schutzumschlags übernommen, der eine Großaufnahme eines Schaukelstuhls in seinen übereinandergelegten Bewegungsphasen, gleichsam „schaukelnd“, zeigt.
Ab 1967 arbeitete er vor allem für das Fernsehen: Er verfasste Drehbücher und führte gelegentlich auch Regie.
Am 24. Mai 1996 verstarb der in Stadecken-Elsheim wohnhafte Daniel Christoff in Ingelheim am Rhein.

## Themenpalette

### Gesamtbetrachtung
In Christoffs Drehbüchern geht es zumeist um Schicksale von Minderheiten (z. B. Umsiedler) oder von Wehrlosen (z. B. Heimkinder), oder sie behandeln institutionelle Missstände (z. B. Kunstfehler-Vertuschung) oder allgemeine gesellschaftliche Probleme (z. B. Alkoholismus oder eheliche Gewalt) und ambivalent diskutierte Themen (z. B. Sterbehilfe). Seine sozialkritischen Fernsehspiele, die im ZDF oft unter dem Motto „Das Fernsehspiel der Gegenwart“ gezeigt wurden, entwickelte er aus einem journalistischen Ansatz heraus. Gesellschaftsrelevante Tatbestände sollten dem Zuschauer auf gleichzeitig provozierende und unterhaltsame Weise nahegebracht werden, mit dem Ziel sie zu besseren Einsichten zu bewegen und Veränderungen zu bewirken.

### Einzelbetrachtungen
In dem Fernsehspiel mit Hans Helmut Dickow und Tana Schanzara namens Umschulung (1969, Regie: Claus Peter Witt) wirkt sich die Bergbaukrise mit Zechenstilllegungen an der Ruhr bei einem arbeitslosen Bergmann und seinem Nachbarn aus, der für die NPD wirbt. In Der Musterschüler (1970) mangelt es einer Grundschule an Flexibilität angesichts eines Hochbegabten, dessen individuelle Entfaltungsmöglichkeiten ignoriert werden und somit in ein unpassendes System gezwungen wird. Das Stück Altersheim (1972, Regie: Claus Peter Witt), befasst sich mit Missständen in deutschen Altenheimen wie der Profitgier der Heimleitung einerseits und der Isolation oder der Abstempelung als „Querulant“ bei der Rechteeinforderung andererseits. In Finito l’amor geht es als Gegenpol zum Jugendwahn um das Leben und Lieben im Alter.
Die Gefährdung der Sportler durch Einnahme von Anabolika zeigt Gladiatoren (1972). Die Tragödie einer Problemfamilie – die halbwüchsigen Söhne verbergen den Suizid der Mutter, um nicht wieder ins Heim zu müssen – erzählt Sechs Wochen im Leben der Brüder G. (1974). Das für den SFB produzierte Fernsehspiel wurde 1975 mit dem Adolf-Grimme-Preis in Gold für den Autor sowie den Regisseur Peter Beauvais (der insgesamt sechs Filme Christoffs inszeniert hat) ausgezeichnet. Der Tod vor dem Sterben handelt vom Dahinvegetieren eines hoffnungslos Hirnverletzten auf der Intensivstation und vom Recht auf einen menschenwürdigen Tod. Die Wahl (1976, Regie Rainer Boldt) beleuchtet bei der Betriebsratswahl anhand eines Konfliktes zwischen altgedienten Funktionären und einer „Spalter“-Liste innergewerkschaftliche Probleme. Rückfälle (1977) verfolgt die beruflichen und privaten Katastrophen eines Alkoholikers, dargestellt von Günter Lamprecht.
Um Steuerbetrug geht es in Moosmacher macht Millionen (1977). Adoptionen (1978) nimmt sich der Interessen von Adoptivkindern an. Fallstudien (1979) zeigt Prostituierte als Kulmination der gesellschaftsbedingt unter Bürgern typischen Haltung, schnell leicht viel Geld zu verdienen. Protokoll eines Verdachts (1979) ist einer der ersten Filme, in dem Christoff auch Regie führte. Es geht um einen aus der DDR stammenden in der Bundeshauptstadt Bonn wirkenden Journalisten, der bei der vom Fall Guillaume ausgelösten Hysterie unter Spionageverdacht gerät. Den Generationskonflikt in einer Partei spiegelt anlässlich der Bundestagskandidatur in einem ländlichen Wahlkreis Direktmandat (1979). Die Produktionsverlagerung eines Textilbetriebs in ein Drittweltland mit seinen Auswirkungen auf die hiesigen Mitarbeiter thematisiert das Fernsehspiel Jeans (1981), das mit dem DAG-Fernsehpreis in Silber prämiert wurde. Die Miniserie Kollege Betriebsrat (1981) behandelt alltägliche Fälle aus der Arbeit eines Betriebsrates.
Wir haben uns doch mal geliebt (1982) sieht, insbesondere aus der Perspektive der Frau, hinter die gutbürgerliche Fassade einer nach 40 Jahren zerrütteten Ehe eines Bankangestellten. In Der Kunstfehler (1983) verliert durch einen Diagnosefehler eine Familie mit drei Kindern die Mutter und wird auch noch durch Vertuschung seitens der Ärzteschaft um die Entschädigung gebracht. Falschen Korpsgeist innerhalb der Polizei nach einem Übergriff eines Kollegen, auch hier durch Vertuschung, schildert Gegen die Regel (1987).
Datenpanne – Das kann uns nie passieren (1983): In der Vorbereitungsphase der Volkszählung in Deutschland werden fiktive Datenschutz-Probleme vorgeführt. Der Zweiteiler Heimat, die ich meine (1983) folgt einer deutschstämmigen Umsiedlerfamilie aus Polen in die BRD und zeigt ihre vielfältigen Eingewöhnungsschwierigkeiten. In Die Spur der Anderen (1985) wird ein junger Richter aus den bürgerlichen Gleisen geworfen, als er beim Tod der Mutter erfährt, dass er wahrscheinlich nicht das Kind seiner Eltern ist. In Liddl 17 (1987) führt ein geachteter Geistlicher, 25 Jahre im Dienst, plötzlich eine Doppelexistenz.
Eine unheimliche Karriere (1989) handelt – Vorbild ist Gert Postel – von einem talentierten Hochstapler, der als Arzt in einem Krankenhaus aufgrund gefälschter Dokumente und selbstgewählter Doktortitel mit Strahlkraft vorübergehend Anerkennung und beruflichen Erfolg erringt. Der Film stieß auf ein geteiltes Echo, wobei die Tagespresse insbesondere das wohlgefällige Ende, an dem der Betrüger von dessen Freundin ein Medizinstudium finanziert bekommt, monierte. Mich will ja keiner (1990) schildert die Situation eines zehnjährigen Jungen, dessen Eltern seit einem Jahr geschieden sind. In Schuldlos schuldig (1992) übt eine von Schülern vergewaltigte Lehrerin Selbstjustiz aus.

## Auszeichnungen
- 1961: Dramatikerpreis S. Fischer Verlag für Noah ist tot
- 1964: Deutscher Erzählerpreis für Schaukelstühle
- 1974: Adolf-Grimme-Preis in Gold für Sechs Wochen im Leben der Brüder G.
- 1976: Film- und Fernsehpreis des Hartmannbundes für Der Tod vor dem Sterben
- 1977: IRK-Silberplakette für Der Tod vor dem Sterben
- 1981: DAG-Fernsehpreis in Silber für Jeans

## Bühne
- 1961: Noah ist tot, Uraufführung in Göttingen
- 1963: Exilregerung. Einakter. Rückkehr von Elba. Einakter. Ein Thema in zwei Akten, separat uraufgeführt: Rückkehr von Elba in Nürnberg, Exilregierung in Celle
- 1965: Passagiere für Garganos, Uraufführung in Nürnberg
- 1970: Kille kille kill. Ein Gesellschaftsspiel

## Belletristik
- Schaukelstühle. Roman. Nannen-Verlag, Hamburg 1964.

## Filmografie
- 1967: Rückkehr von Elba
- 1968: Hilfe, wir bauen (TV-Serie)
- 1969: Umschulung
- 1970: Der Musterschüler
- 1972: Tatort: Kennwort Gute Reise
- 1972: Hamburg Transit (TV-Serie; Folge: Mord auf Spesenkonto)
- 1972: Finito l’amor
- 1972: Probezeit für Monika
- 1972: Altersheim
- 1972: Gladiatoren
- 1972: Sprungbrett (TV-Serie; Folgen: Als vermißt gemeldet, Das Mädchen Tina)
- 1974: Sechs Wochen im Leben der Brüder G.
- 1974: Aus Liebe zum Sport (TV-Serie)
- 1974: Lokalseite unten links (TV-Serie)
- 1975: Stumme Zeugen
- 1975: Der Tod vor dem Sterben
- 1975: Haus ohne Hüter
- 1976: Auf der Suche nach dem Glück (TV-Mini-Serie; Folge 1: Zum Beispiel Martha und Georg)
- 1976: Die Wahl
- 1976–1978: Wie würden Sie entscheiden? (Gerichtsshow; 4 Folgen: Wandertag, Operieren Sie, Frau Doktor!, Genossin S. will in den Schuldienst, Mieterschutz)
- 1977: Moosmacher macht Millionen
- 1977: Rückfälle
- 1978: Adoptionen
- 1979: Jean Christophe (TV-Serie)
- 1979: Direktmandat
- 1979: Fallstudien
- 1979: Protokoll eines Verdachts
- 1981: Kollege Betriebsrat (TV-Mini-Serie)
- 1981: Jeans
- 1982: Der Kunstfehler
- 1982: Der Zubringer
- 1982: Wir haben uns doch mal geliebt
- 1983: Heimat, die ich meine (TV-Zweiteiler)
- 1983: Datenpanne – Das kann uns nie passieren
- 1985: Die Spur der anderen
- 1985: Totschweigen
- 1987: Gegen die Regel
- 1987: Liddl 17
- 1987: Aktion Mondschein
- 1988: Crash
- 1989: Eine unheimliche Karriere
- 1990: Mich will ja keiner
- 1992: Schuldlos schuldig
- 1994: Schwarz greift ein (TV-Serie; 3 Folgen: Auge um Auge, Der Brief, Das Geständnis)